# Strategische Unternehmensführung (Zeitschrift)
Die Zeitschrift Strategische Unternehmensführung erschien halbjährlich unter der ISSN 1436-5812 in München und St. Gallen von 1998 bis 2003. In ihr wurden die Themen Führung und Management aus den Bereichen der Forschung, der Lehre und der Praxis behandelt. Chefredakteur war Martin H. Wiggers. Herausgegeben wurde die Strategische Unternehmensführung vom Andechser Studienkreis. Ab der zweiten Ausgabe wurde die Strategische Unternehmensführung auf gelbem Papier gedruckt und mit dem Slogan „Wissen ist gelb“ beworben.

## Inhalt
Die Zeitschrift Strategische Unternehmensführung behandelte die Fachgebiete Strategische Unternehmensführung und Management, die sie aus der Sicht der Forschung, der Lehre und der Praxis außerhalb des Mainstreams kritisch beleuchtete. Die Themen waren beispielsweise:
- Balanced Scorecard
- Der Irrtum des Faster Cheaper Better
- Globalisierung
- Shareholder Value

## Autoren
Autoren waren unter anderem:
- Werner Kirsch
- Michael Mirow
- George W. Stroke
- Martin H. Wiggers